# Charles Franklin
Pour les articles homonymes, voir Franklin.
Charles Franklin, pseudonyme de Frank Hugh Usher, né le 22 octobre 1909 à Leicester, Leicestershire, et décédé en 1976, un auteur britannique de roman policier et de roman d'espionnage. Il a également publié des romans policiers sous son patronyme, Frank Usher, et sous le pseudonyme Frank Lester.

## Biographie
Peu intéressé par le whodunit pourtant encore en vogue dans l'Angleterre de l'immédiate après-guerre, il suit les traces de Peter Cheyney et de David Hume et imprime à ses œuvres un net penchant pour le roman noir et, de façon moins étonnante, à partir des années 1960, vers le roman d’espionnage.
Sous le pseudonyme Charles Franklin, il publie son premier roman, Exit Without Permit, en 1946, où apparaît son héros récurrent le plus connu, Grant Garfield, un jeune et intrépide avocat, parfois secondé dans ses douze enquêtes, qu'il mène avec une poigne de fer, par sa charmante secrétaire Barbara Wenthworth. Après l'abandon de Garfield, il écrit trois romans pour l’inspecteur Jim Burgess, et surtout trois autres pour l'espionne Maxine Dangerfield, sorte de James Bond en jupons. Il a aussi fait paraître sous la signature Charles Franklin des ouvrages historiques relatant des causes judiciaires ou affaires criminelles célèbres.
Sous son patronyme, il est l'auteur des aventures de Daye Smith, une autre héroïne fort singulière. Abandonnée par sa mère peu après sa naissance, Daye Smith est élevée par son père, écrivain et alcoolique, ce qui ne l’empêche pas de devenir une jeune et charmante portraitiste, qui n’a pas froid aux yeux. Elle accepte souvent de photographier pour la police des cadavres sur les lieux du crime et s’implique très tôt dans l’affaire. Quand on fait souvent appel à ses talents pour dessiner le portrait-robot d’un criminel d'après les souvenirs d'un témoin, il n’est pas rare qu’au péril de sa vie elle entreprenne sa propre enquête et qu'elle démasque l'assassin bien avant les inspecteurs de police. La série qui compte une douzaine de titre vaut surtout par l'attitude très indépendante de la jeune Daye Smith.
L'auteur a également signé de son patronyme des nouvelles fantastiques et une courte série d’espionnage centrée sur l'improbable duo, formé par la superbe Amanda Curzon et son acolyte Oscar Sallis, un lutteur au cou de taureau et à la musculature d’acier.

## Œuvre

### Romans

#### SérieGrant Garfield
- Exit Without Permit (1946)
- The Mark of Kane (1949)
- Storm in an Inkpot (1949)
- She'll Love You Dead (1950)
- Gallows for a Fool (1952) Publié en français sous le titre La Corde pour un imbécile, Paris, Librairie des Champs-Élysées, Le Masque no 541, 1956
- The Stranger Came Back (1953) Publié en français sous le titre Trop de preuves, Paris, Librairie des Champs-Élysées, Le Masque no 502, 1955
- Stop That Man (1954) Publié en français sous le titre Arrêtez cet homme, Paris, Librairie des Champs-Élysées, Le Masque no 527, 1955
- Girl in Shadow (1955)
- Death on My Shoulder (1958)
- Breathe No More (1959) Publié en français sous le titre La police fait fausse route, Paris, Librairie des Champs-Élysées, Le Masque no 669, 1959
- Guilty You Must Be (1959)
- Fear Runs Softly (1961)

#### SérieInspecteur Jim Burgess
- Guilt for Innocence (1960)
- Kill Me and Live (1961) Publié en français sous le titre La vérité sort du puits, Paris, Librairie des Champs-Élysées, Le Masque no 772, 1962
- The Bath of Acid (1962) Publié en français sous le titre Vitriol, Paris, Librairie des Champs-Élysées, Le Masque no 817, 1964

#### SérieMaxine Dangerfield
- The Dangerous Ones (1964) Publié en français sous le titre Qu’est devenu Brian ?, Paris, Librairie des Champs-Élysées, Le Masque no 880, 1965
- On the Day of the Shooting (1965) Publié en français sous le titre Le jour où il devait mourir, Paris, Librairie des Champs-Élysées, Le Masque no 917, 1966
- The Escape (1968)

#### Autres romans
- Cocktails With a Stranger (1947) Publié en français sous le titre Pas de cocktails avec une inconnue, Paris, Librairie des Champs-Élysées, coll. Dossier secret, 1957
- Rope of Sand (1948)
- One Night to Kill (1950)
- Escape to Death (1951)
- Maid for Murder (1951)
- Play With Death (1953) Publié en français sous le titre On ne joue pas avec la mort, Paris, Librairie des Champs-Élysées, Le Masque no 489, 1954
- Perchance to Kill (1954)
- The Trembling Thread (1955)
- Out of Time (1956)
- No Other Victim (1957) Publié en français sous le titre Le Secret d’Isis, Paris, Librairie des Champs-Élysées, coll. Dossier secret, 1957
- Face the Music (1957)
- Darling Murderess (1957)
- A Handful of Sinners (1960) Publié en français sous le titre Pour les beaux yeux de Miranda, Paris, Librairie des Champs-Élysées, Le Masque no 758, 1962
- Murder Before Dinner (1963)
- The Fortieth Victim (1963) Publié en français sous le titre La Quarantième Victime, Paris, Gallimard, Série noire no 989, 1965
- A Mirror of Murder (1964)
- Woman in the Case (1967)
- Death in the East (1967)
- The Murder Column (1970)
- The Third Degree (1970)
- The Home Secretary Affair (1971)
- Died in the Grass (1971)
- The KGB is Here (1972)
- Murder on My Hands (1973)

#### SérieDaye Smithsignée Frank Usher
- Ghost of a Chance (1956) Publié en français avec la signature Charles Franklin sous le titre Une ombre sur le toit, Paris, Librairie des Champs-Élysées, Le Masque no 602, 1958
- The Lonely Cage (1956)
- Portrait of Fear (1957)
- The Price of Death (1957)
- Death is Waiting (1958)
- First To Kill (1959)
- Death in Error (1959)
- Die, My Darling (1960) Publié en français avec la signature Charles Franklin sous le titre Il faut mourir, chérie, Paris, Librairie des Champs-Élysées, Le Masque no 726, 1961 ; réédition, Paris, Librairie des Champs-Élysées, Le Club des Masques no 148, 1972
- Shot in the Dark (1961)
- The Faceless Stranger (1961) Publié en français sous le titre Le Récital de Kaltenburg, Paris, Librairie des Champs-Élysées, coll. Exbrayat/Espionnage, 1961
- Who Killed Rosa Gray?  (1962)
- Fall Into My Grave (1962)
- Stairway to Murder (1964)

#### SérieAmanda Curzon et Oscar Sallissignée Frank Usher
- The Man From Moscow (1965) Publié en français sous le titre L’Homme de Moscou, Paris, Albin Michel, coll. Ernie Clerk Espionnage no 114, 1966
- No Flowers in Brazlov (1968)
- The Boston Crab (1970)
- Deadly Legacy (1971)

#### Autres romans signés Frank Usher
- Fear Runs Softly (1961)
- Body in Velvet (1963)

#### SérieGeoffrey Sladesignée Frank Lester
- The Corpse Wore Rubies (1958)
- Death in the South Wind (1958)
- The Golden Murder (1959)
- Death of A Pale Man (1960)
- The Bamboo Girl (1961)
- Hide My Body (1961)
- Fly Me a Killer (1962)

#### Autres romans signés Frank Lester
- Death of a Frightened Traveller (1959) Publié en français avec la signature Charles Franklin sous le titre Voyage organisé, Paris, Librairie des Champs-Élysées, Le Masque no 735, 1961
- Lead Me to the Gallows (1962)
- Finch Takes to Crime (1963)

### Nouvelles signées Frank Usher
- Ghosts of Ancient Egypt (1966)
- Hauntings Royal (1966)
- The Phantoms of Littlecote (1966)
- The Brown Lady of Raynham (1966)
- Ghosts of Old France (1966)
- The Haunting of Hinto Ampner (1966)
- Mischief Among the Dead (1966)
- The Fur-Trader's Corpse and the Gold-Miners' Vengeance (1966)
- Shades of Murder  (1966)
- The Strange Haunting at Ballechin (1966)
- The Ghosts of Versailles (1966)
- A Bargain With a Ghost (1966)
- The Mystery of Borley (1966)
- Brighton Ghosts (1966)
- The Great White Bat (1969)
- The Walking Dead (1969)
- The Bath of Acid (1969)
- The Black Dahlia (1969)
- Amazonian Horrors (1969)

### Autres publications signés Charles Franklin
- The World’s Worst Murderers (1965)
- The World’s Famous Trials (1967)
- The World’s Greatest Scandals (1967)
- Spies of the Twenthieth Century (1967)
- They Walked a Crooked Miles: an Account of the Greatest Scandals, Swindlers ans Outrages of All Time (1967)
- World Famous Acquittals (1970)

## Sources
- Jacques Baudou et Jean-Jacques Schleret, Le Vrai Visage du Masque, vol. 1, Paris, Futuropolis, 1984, 476 p. (OCLC 311506692), p. 210.
- Anne Martinetti, "Le Masque" : histoire d'une collection, Amiens, Encrage, coll. « Références » (no 3), 1997, 143 p. (ISBN 978-2-906389-82-3), p. 72-73.
- Claude Mesplède et Jean-Jacques Schleret, SN, voyage au bout de la Noire : inventaire de 732 auteurs et de leurs œuvres publiés en séries Noire et Blème : suivi d'une filmographie complète, Paris, Futuropolis, 1982 (OCLC 11972030), p. 142.